# Alexander Patschovsky

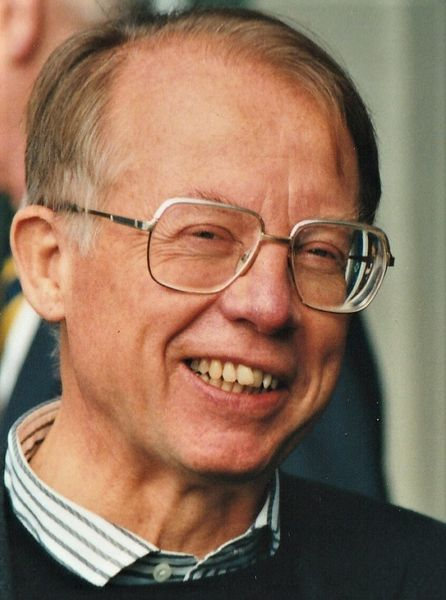
Alexander Patschovsky, aufgenommen von Werner Maleczek im Jahr 1999.

Alexander Patschovsky (* 22. Juni 1940 in Ratibor) ist ein deutscher Historiker. Er lehrte von 1988 bis zu seiner Emeritierung 2005 als Professor für mittelalterliche Geschichte an der Universität Konstanz.

## Leben und Wirken
Alexander Patschovsky besuchte von 1950 bis 1959 Gymnasien in Einbeck und Hannover. Er legte 1959 das Abitur an der Lutherschule in Hannover ab. Anschließend studierte er von 1960 bis 1966 an den Universitäten Göttingen, Wien und München die Fächer Geschichte, Germanistik und Klassische Philologie. Im Jahr 1966 wurde er promoviert an der Universität München bei Herbert Grundmann mit einer Arbeit über einen Dominikaner der Diözese Passau (Passauer Anonymus) und sein um 1260/61 entstandene Sammelwerk, das „Argumentations- und Tatsachenmaterial [...] gegen Juden, Heiden und Ketzer“ bereitstellen soll. Von 1966 bis 1988 war Patschovsky als wissenschaftlicher Mitarbeiter bei den Monumenta Germaniae Historica in München tätig. Seine Habilitation erfolgte 1978 in München.
Von 1988 bis zu seiner Emeritierung 2005 lehrte er als Nachfolger von Arno Borst als Professor für mittelalterliche Geschichte an der Universität Konstanz. Er war 1990/91 Dekan der Philosophischen Fakultät der Universität Konstanz. Patschovsky pflegte engen Kontakt zu tschechischen Wissenschaftlern. Er war ab 1991 Beauftragter des Rektors für die Partnerschaft mit der Karls-Universität in Prag. Er war 1992/93 Fellow am Institute for Advanced Study in Princeton und 2000/01 Fellow am Institute for Advanced Studies der Hebräischen Universität Jerusalem.
Seine Forschungsschwerpunkte sind die mittelalterlichen Häresien, die Ketzerinquisition, die Eschatologie, Joachim von Fiore und der Hussitismus. Im Jahr 1990 erhielt er zusammen mit František Šmahel einen Max-Planck-Forschungspreis. Von der Tschechoslowakischen Akademie der Wissenschaften wurde er 1991 in Prag mit der František-Palacký-Medaille ausgezeichnet. Er ist seit 2016 corresponding fellow der Medieval Academy of America. Für seine Edition der Concordia Novi ac Veteris Testamenti des Joachim von Fiore wurde er im Juni 2019 mit der Freiherr vom Stein-Medaille der MGH geehrt.
Er ist seit 1993 Mitglied des Konstanzer Arbeitskreises für mittelalterliche Geschichte. Mit Harald Zimmermann führte er im Herbst 1994 eine Tagung des Konstanzer Arbeitskreises zu „Toleranz im Mittelalter“ durch. Im Oktober 2007 organisierte er zusammen mit Ivan Hlaváček eine Reichenautagung zu Böhmen und seine Nachbarn in der Přemyslidenzeit im mitteleuropäischen Vergleich. Erstmals widmete sich der Konstanzer Arbeitskreis eine seiner Reichenau-Tagungen dem mittelalterlichen Böhmen. Das Ziel der Beiträge war es, „das Böhmen der Přemyslidenzeit [...] länderübergreifend im internationalen Kontext [...] in ein schärferes und aus größerer Distanz geworfenes Licht“ zu stellen.
Seit 2007 widmete er sich intensiv der Concordia Novi ac Veteris Testamenti des Joachim von Fiore. Seine 2017 vorgelegte Neuedition mit umfangreichen Apparat umfasst rund 2000 Seiten in vier Bänden. Bis dahin war die Concordia, die 1519 in Venedig gedruckt wurde, in einer wenig befriedigenden Teiledition aus dem Jahr 1983 von dem amerikanischen Gelehrten Emmett Randolph Daniel zugänglich. Patschovsky brachte mit seiner Ausgabe auch die unvollendet gebliebene Concordia-Edition seines Doktorvaters Herbert Grundmann aus den dreißiger Jahren zu einem Abschluss. Für seine Ausgabe hat Patschovsky nicht nur fast alle der insgesamt 43 bislang bekannten Handschriften der Concordia beachtet, sondern auch das fünfte Buch des Werkes erstmals bearbeitet und herausgegeben (Bd. 3). Seine Editionsentscheidungen hat er als Herausgeber in einer 2013 vorausgeschickten Klassifikation der Handschriften erläutert.
Im Jahr 2018 machte er in einer Edition die Dokumente zum kurialen Ketzerprozess in Avignon im Jahr 1354 zu den beiden italienischen Franziskanerspiritualen Giovanni di Castiglione und Francesco d’Arquata in einer kritischen Edition erstmals vollständig zugänglich. Den Prozess gegen die beiden Franziskanerspiritualen nicht der örtlichen Ketzergerichtsbarkeit zu überlassen, sondern am päpstlichen Hof durchzuführen, war ungewöhnlich, „denn einen förmlichen Ketzerprozeß hat die Kurie vor Etablierung der Römischen Inquisition [...] 1542 in der Regel vermieden“.

## Schriften (Auswahl)
Aufsatzsammlung
- Matthias Kaup, Pavlína Rychterová, Thomas Wünsch (Hrsg.): Ketzer, Juden, Antichrist. Gesammelte Aufsätze zum 60. Geburtstag von Alexander Patschovsky. CD-ROM, Konstanz 2000 (online).

Quellenedition
- Joachim von Fiore, Concordia Novi ac Veteris Testamenti (= Monumenta Germaniae Historica. Quellen zur Geistesgeschichte des Mittelalters. Band 28). 4 Bände. Harrassowitz, Wiesbaden 2017, ISBN 978-3-447-10679-5.
- mit Kurt-Victor Selge: Joachim von Fiore, Expositio super Apocalypsim et opuscula adiacentia. Teil 1: Expositio super Bilibris tritici etc. (Apoc. 6, 6) — De septem sigillis — Praefatio super Apocalypsim — Enchiridion super Apocalypsim — Liber introductorius in Expositionem Apocalypsis (= Quellen zur Geistesgeschichte des Mittelalters. Band 31). Harrassowitz, Wiesbaden 2020, ISBN 978-3-447-11376-2.
- mit Kurt-Victor Selge: Joachim von Fiore, Expositio super Apocalypsim et opuscula adiacentia. Teil 2: Expositio Apocalypsis (= Quellen zur Geistesgeschichte des Mittelalters. Band 35). Harrassowitz, Wiesbaden 2024, ISBN 978-3-447-11973-3

Monografien
- Ein kurialer Ketzerprozeß in Avignon (1354). Die Verurteilung der Franziskanerspiritualen Giovanni di Castiglione und Francesco d’Arquata (= Monumenta Germaniae Historica. Studien und Texte. Band 64). Harrassowitz, Wiesbaden 2018, ISBN 978-3-447-10968-0.
- Die Concordia Novi ac Veteris Testamenti Joachims von Fiore († 1202). Klassifikation der Handschriften (= Monumenta Germaniae Historica. Hilfsmittel. Band 28). Hahn, Hannover 2013, ISBN 978-3-7752-1135-2.
- Die Anfänge einer ständigen Inquisition in Böhmen. Ein Prager Inquisitoren-Handbuch aus der ersten Hälfte des 14. Jahrhunderts (= Beiträge zur Geschichte und Quellenkunde des Mittelalters. Band 3). De Gruyter, Berlin u. a. 1975, ISBN 3-11-004404-8.
- Der Passauer Anonymus. Ein Sammelwerk über Ketzer, Juden, Antichrist aus der Mitte des 13. Jahrhunderts (= Monumenta Germaniae Historica. Band 22). Hiersemann, Stuttgart 1968 (Zugleich: München, Universität, Dissertation, 1966).

Herausgeberschaften
- mit Ivan Hlaváček: Böhmen und seine Nachbarn in der Přemyslidenzeit (= Vorträge und Forschungen. Band 74). Thorbecke, Ostfildern 2011, ISBN 978-3-7995-6874-6 (online).
- Die Bildwelt der Diagramme Joachims von Fiore. Zur Medialität religiös-politischer Programme im Mittelalter. Thorbecke, Ostfildern 2003, ISBN 3-7995-0130-4.
- mit Harald Zimmermann: Toleranz im Mittelalter (= Vorträge und Forschungen. Band 45). Thorbecke, Sigmaringen 1998, ISBN 3-7995-6645-7 (online).
- Eschatologie und Hussitismus. Internationales Kolloquium Prag 1.–4. September 1993 (= Historica. Supplementum. Band 1). Historisches Institut, Prag 1996, ISBN 80-85268-48-5.
- mit Horst Rabe: Die Universität in Alteuropa (= Konstanzer Bibliothek. Band 22). Universitäts-Verlag, Konstanz, Konstanz 1994, ISBN 3-87940-450-X.
- Quellen zur böhmischen Inquisition im 14. Jahrhundert (= Monumenta Germaniae historica. Band 11). Böhlau, Weimar 1979, ISBN 3-7400-0461-4.